# Oost-Braziliaanse chachalaca
De Oost-Braziliaanse chachalaca (Ortalis araucuan) is een vogel uit de familie sjakohoenders en hokko's (Cracidae). De wetenschappelijke naam van de soort is voor het eerst geldig gepubliceerd in 1825 door Spix.

## Voorkomen
De soort komt voor in het oosten van Brazilië.